# Nail art

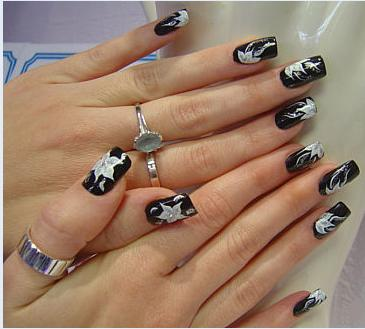
Exemplo de Nail Art

A Nail Art (ou arte de unhas) é uma maneira criativa de pintar, decorar, realçar, e embelezar as unhas. É um tipo de arte que pode ser feito nas unhas das mãos e dos pés, geralmente por nail artists ou manicuras. Um nail artist é o profissional que apara, dá forma, cuida e pinta as unhas de forma artística. Geralmente estes procedimentos também envolvem remover as cutículas e suavizar a pele em torno das unhas.

## História

Pintura numa parede de 2330 A.C. encontrada numa tumba mostra pessoas com unhas pintadas

A Nail Art emergiu primeiramente na Babilónia quando os homens coloriam suas unhas com kohl. A cor das unhas dava uma indicação clara de seu status. Os homens da classe alta usavam preto, enquanto os homens da classe baixa usavam verde. De 5000 aC. A 3000 aC, no Egipto, as mulheres usavam a arte das unhas para indicar seu status social. Elas decoravam suas unhas usando o suco da planta de henna. Por exemplo, a rainha Nefertiti usou uma cor vermelha para decorar seus dedos das mãos e dos pés. Comparada a Nefertiti, a rainha Cleópatra usou tons rústicos  profundos com um undertone de ouro. As mulheres comuns não podiam usar a mesma cor que a rainha. Na China antiga, durante a Dinastia Ming, lacas e vernizes foram criadas a partir da mistura de cera de abelhas, claras de ovos, gelatina, corantes vegetais e goma-arábica. Assim como no Egipto, a cor das unhas representava a classe. Em 600 aC durante a Dinastia Zhou, a realeza usou ouro e prata. Mais tarde eles preferiram as cores preto e vermelho para indicar seu status. A bem conhecida manicure francesa emergiu das ruas parisienses em 1976. Jeff Pink, o fundador da empresa de cosméticos ORLY, queria criar um estilo de unhas que fosse prático e versátil. No filme Pulp Fiction, diz-se que Uma Thurman começou a mania dos vernizes escuros, durante os anos 90. Seu personagem no filme usava um verniz vermelho escuro chamado Rouge Noir da Chanel.
Hoje a Nail Art é usada como uma forma de auto-expressão.

## Técnicas e Materiais

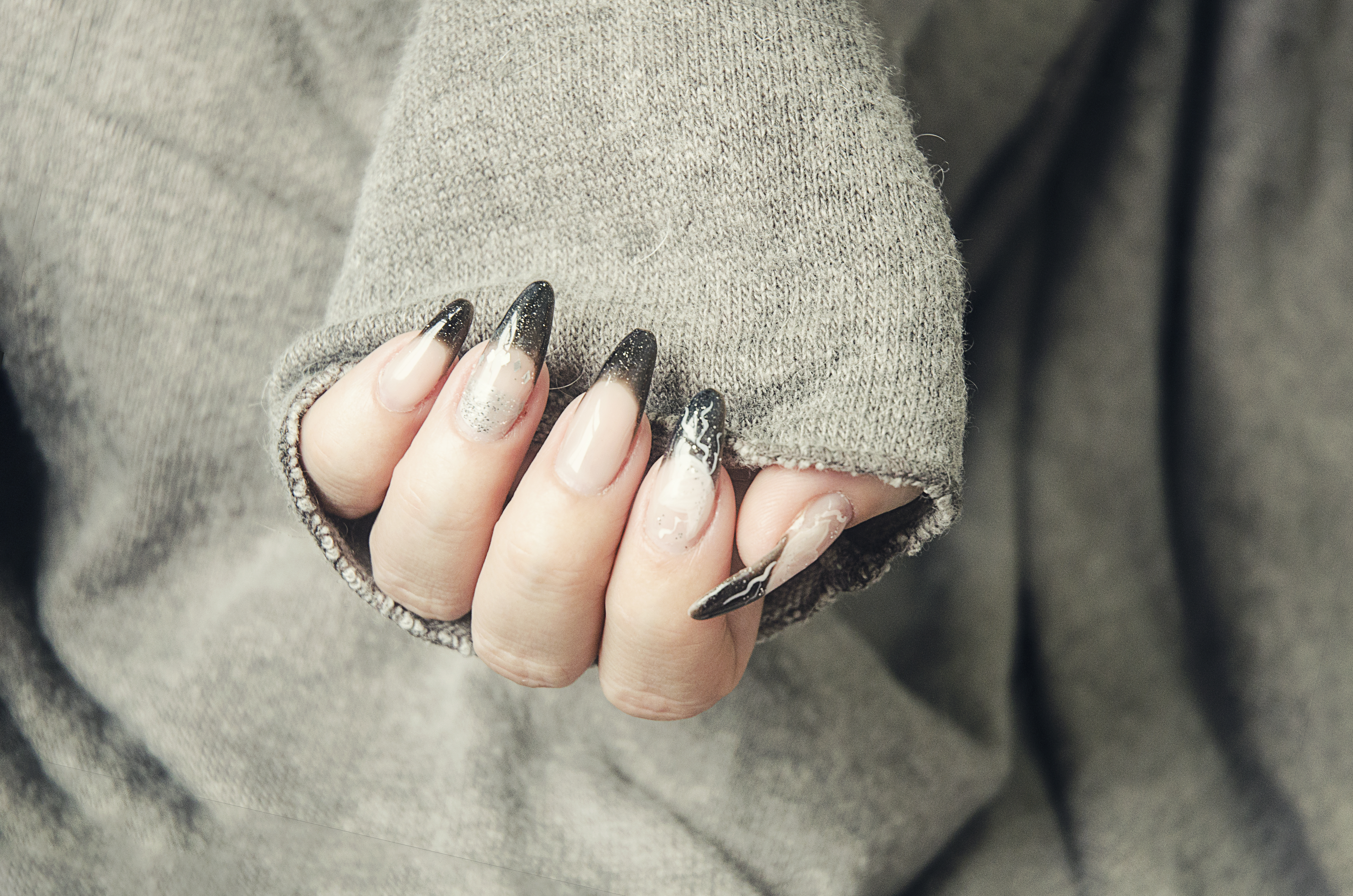
Extensões de gel Unha Francesa com Nail Art

Nail Artists  começam com as mesmas técnicas da  manicure, evoluindo depois para uma mais sofisticada forma de pintar as unhas, obtendo assim um resultado muito mais surpreendente e duradouro devido à evolução dos materiais:
♥ Acrílicos: uma mistura química de monómero líquido e pó de polímero que pode ser aplicada directamente sobre as unhas ou sobre unhas artificiais também chamadas de extensões de unhas ou tips.
♥ Gel de Unhas: uma combinação química semelhante aos acrílicos. A nail artist aplica diversas camadas nas unhas e deixa-o curar sob uma luz UV ou LED UV. Quando o gel é curado endurece as unhas. Também é comum usar-se o Verniz de Gel e, como outras formas de gel, também requer uma luz UV ou LED para curar. A diferença entre o acrílico e o gel é que o acrílico seca naturalmente mas o gel necessita da luz UV para curar. Da mesma forma , o verniz normal seca naturalmente, já o Verniz de Gel necessita da exposição às lâmpadas UV para secar.

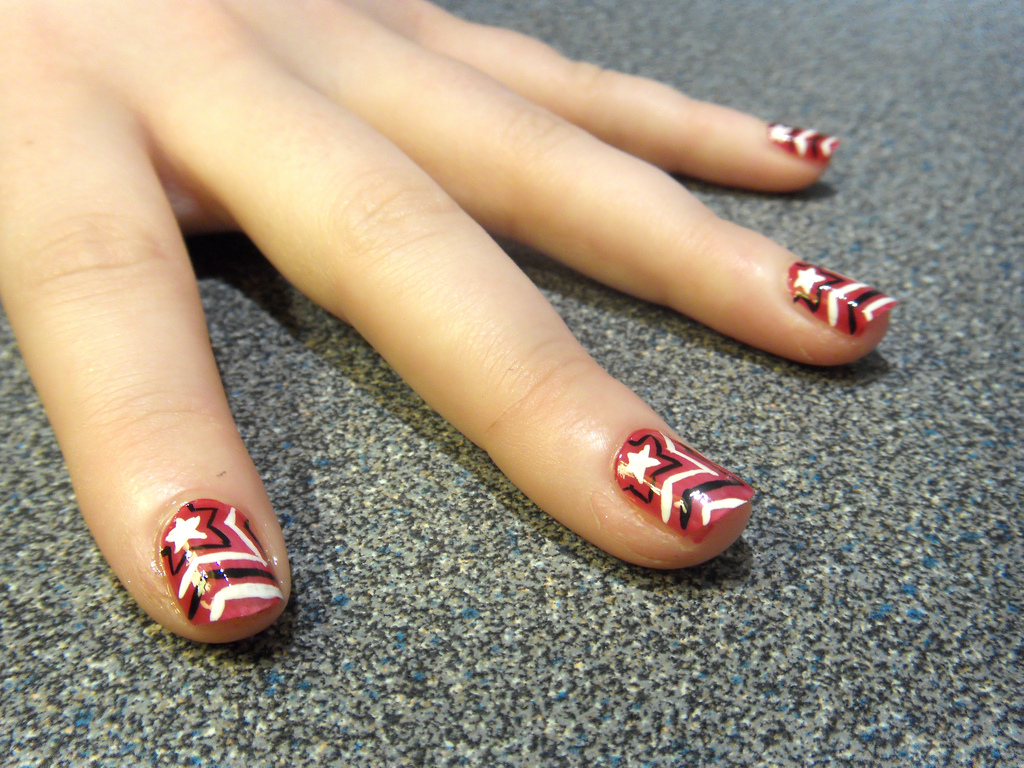
Mais um exemplo de unhas pintadas com Nail Art

♥  Verniz de Unhas: uma laca aplicada nas unhas para proteger ou como uma cor de base. As manicuras  também usam um revestimento de base para proteger e fortalecer as unhas, bem como para impedir que a unha natural amareleça ou manche.
- Dipping: Técnica que dispensa a utilização de lâmpadas UV secando ao natural. Consiste na aplicação de varias camadas de base sobrepostas intercaladas com pó de cor e finalizadas com uma capa protetora.
Existem muitas opções disponíveis para
decorar as unhas :
❣ Purpurinas
❣ Verniz Adesivo
❣ Piercings
❣ Carimbos
❣ Acessórios:

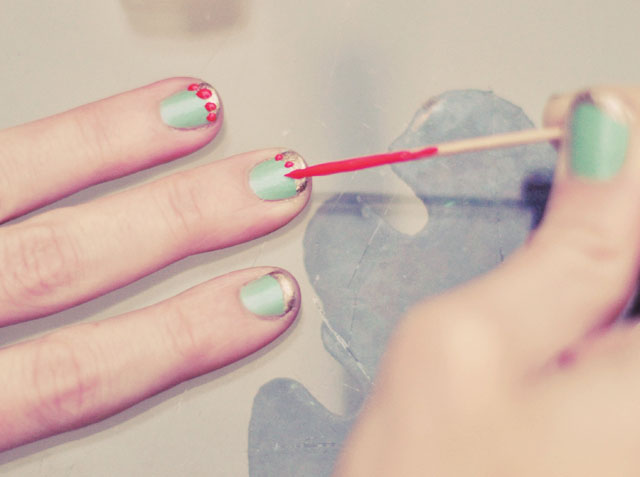
Usando um palito para decorar as unhas... A Nail Art pode ser explorada e praticada nas mais variadas formas

❣ Cristais, mini-aplicações, folha de alumínio, mini-tattoos, folhas secas, autocolantes, pedras strass, mini-correntes, fios brilhantes, etc...
❣ Pó de Acrílico para arte 3D. É o mesmo princípio do Acrílico para unhas, é usado monómero líquido e pó de polímero para criar os designs 3D.
Para decorar as unhas as artistas usam várias ferramentas, tais como:
❣ Pincéis de Nail Art
❣ Nail Dotters
❣ Aerografia
❣ Caneta de Vidro
❣ Esponjas (para efeitos de gradientes)
❣ Pincéis de Pó

## Inovações
Algumas marcas tentam inovar criando novos tipos de gel/acrílico com efeitos surpreendentes e divertidos:

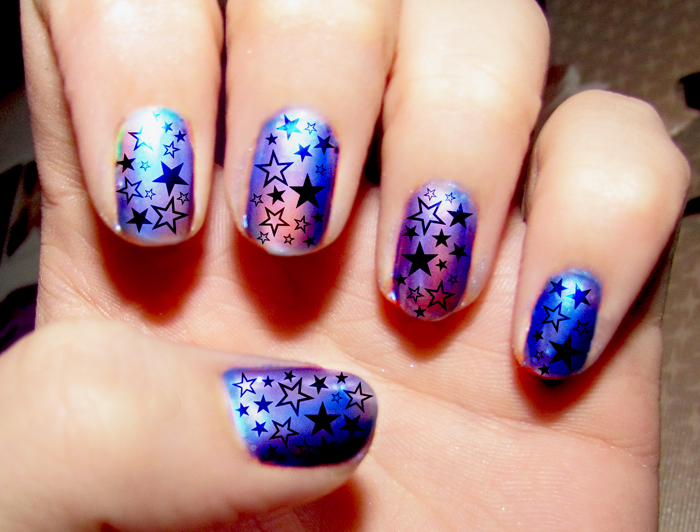
Efeito Holográfico em unhas com adesivos

❣ Texturas: micro-esferas  são aplicadas pouco antes do gel secar. Estas texturas dão uma aparência de areado/granulado às unhas.
❣ Efeito holográfico: géis com acabamentos holográficos liberam reflexos de arco-íris quando expostos à luz.
❣ Unhas de veludo: as fibras de veludo são polvilhadas sobre o gel molhado. O excesso é suavemente escovado, deixando uma sensação felpuda de veludo.
❣ Efeito Crackle: A marca pioneira Sally Hansen criou o primeiro verniz de efeito "crackle". Agindo como um overcoat, o verniz de feito crackle é aplicado em unhas já pintadas dando um efeito quebrado ou rachado.
❣ Gel termocrómico: O gel/acrílico muda de cor quando exposto a temperaturas quentes ou frias.
❣ Efeito mate: Esses géis/acrílicos de unhas dão um efeito totalmente mate quando apicado.
❣ Francesa Invertida: Também chamada de "meia-lua". A meia-lua é criada perto da cutícula  da unha em uma cor sendo que o resto da unha é pintada de uma cor diferente.